# Markian der Jüngere
Markian der Jüngere (altgriechisch Μαρκιανός Markianos, eigentlich Flavius Marcianus; † nach 484) war ein spätantiker oströmischer Heermeister (magister militum) und 479–480 Usurpator gegen Kaiser Zenon im Oströmischen Reich.

## Leben
Marcianus stammte aus einer einflussreichen Familie. Sein Vater Anthemius war ein einflussreicher oströmischer Heermeister und dann weströmischer Kaiser gewesen, sein gleichnamiger Großvater Markian oströmischer Kaiser. Zudem war er durch die Ehe mit Leontia seit 471 Schwiegersohn Kaiser Leos I. Weitere Vorfahren bekleideten seit vielen Generationen höchste Staatsämter.
Marcianus begleitete seinen Vater Anthemius 467 in den Westen und bekleidete dort 469 das Konsulat. Um 470/71, vermutlich im Zusammenhang mit dem Sturz Aspars, muss er nach Konstantinopel zurückgekehrt sein. Dort ehelichte er die Kaisertochter und wurde nach dem Sturz und der Ermordung Aspars 471 gemeinsam mit Zenon zum Heermeister (magister militum praesentalis) und patricius ernannt. 472 amtierte er vielleicht erneut als Konsul.
474 bei der Nachfolge Leos I. übergangen, erhob sich Marcianus, von der Kaiserwitwe Verina und dem Heermeister Theoderich Strabo angestachelt, 479 mit seinen Brüdern Anthemius und Romulus gegen Zenon und forderte den Thron für sich. Seine Parteigänger stürmten den Kaiserpalast, wurden aber von loyalen isaurischen Truppen unter dem Kommando des Illus zurückgeschlagen. Marcianus wurde zum Presbyter geweiht und nach Tarsus (nach anderer Überlieferung nach Caesarea in Kappadokien) verbannt, seine Frau Leontia trat ins Kloster der Akoimeten ein. Mit Hilfe von Mönchen geflohen, zettelte er 480 in Galatien einen erneuten Aufstand an, der von Trocundes niedergeworfen wurde. Marcianus wurde wiederum gefasst und in der Festung Papyrios in Isaurien festgesetzt.
Das letzte Lebenszeichen des Marcianus datiert aus dem Jahr 484, als ihn der nunmehr ebenfalls gegen Zenon rebellierende Illus aus der Haft befreite und erneut zum Gegenkaiser ausrufen wollte. Illus entschied sich dann aber für Leontius und sandte Marcianus mit einem (erfolglosen) Hilfegesuch nach Italien zu Odoaker.